# Лоуер Берел (Пенсилванија)
Лоуер Берел (енгл. Lower Burrell) град је у америчкој савезној држави Пенсилванија. По попису становништва из 2010. у њему је живело 11.761 становника.

## Демографија
Према попису становништва из 2010. у граду је живело 11.761 становника, што је 847 (6,7%) становника мање него 2000. године.
| Група             | 2000.          | 2010.          |
| Белци             | 12.308 (97,6%) | 11.402 (96,9%) |
| Афроамериканци    | 117 (0,9%)     | 129 (1,1%)     |
| Азијати           | 45 (0,4%)      | 48 (0,4%)      |
| Хиспаноамериканци | 56 (0,4%)      | 64 (0,5%)      |
| Укупно            | 12.608         | 11.761         |